# 老虎伍茲
艾德瑞克·「泰格」·伍茲（英語：Eldrick "Tiger" Woods，1975年12月30日—），美国高爾夫手，自1997年首次登上世界排名第一以來，他在位週數超過650週，是高球史上紀錄。因为在英文中他的绰号“Tiger”的意思是“老虎”，所以在中文中经常被称为老虎。
2009年12月11日，受到婚外情绯闻困扰的伍兹在个人网站上发表声明，称自己将“无限期离开高尔夫球”，以“集中精力做一个好丈夫，好父亲以及一个好人”。2010年3月宣佈復出，並於2013年3月取代羅伊·麥克羅伊再度登上世界第一至同年5月17日為止。此後，伍茲的世界排名不斷下滑，至2015年10月，伍茲的世界排名已落至第310名，2016年7月下跌至605。2017年12月伍茲再度復出，2018年8月世界排名上升至26位。
2019年4月14日在睽違14年之後，他再次拿下了美國名人賽冠軍。這座冠軍是老虎伍茲生涯第5座美國名人賽冠軍，他於該場比賽打出低於標準桿13桿的成績，以總桿數275桿封王。
2019年，《福布斯雜志》公佈的全球運動員收入排行榜，伍兹以年收入6390萬美元，排名第11名。

## 家庭背景和血統
泰格的母亲是泰国移民，文獻查出帶泰國华人和荷兰人血统。父亲Earl Woods是越战老兵兼非裔美国人。據傳Earl家族有印第安人血统（可能是父系）和華人血統（母親泰國華裔），但史家未能查出。因故泰格·伍兹膚色雖然是淺黑色，唯從不自認為是非裔美國人，然而美國媒体常稱他為「黑人」。
泰格是加利福尼亚州人，从小在洛杉矶地区长大。

## 生涯

### 早期生活和業餘事業
伍茲在兩歲時就懂得打高爾夫球，被譽為天才兒童。在 1978 年，他和喜劇演員鮑勃·霍普（Bob Hope）在電視節目《The Mike Douglas Show》比賽。5歲時已經出現在有名的高球雜誌上。1984年獲得9-10歲少年組世界冠軍（Junior World Championships），當時他只有8歲。接下來他曾拿下六次少年組世界冠軍，1988年到1991年連續四年奪冠。1991年、1992年、1993年伍茲拿下美國少年組業餘冠軍（U.S. Junior Amateur）。接下來的三年他又連拿三次美國業餘賽（U.S. Amateur）冠軍。
1996年8月，老虎伍茲開始參加職業賽。

### 職業生涯

#### 1996-1998：早期生涯和首次勝出主要賽事
伍茲在公開場合說一聲「哈囉，世界！」（Hello World）後，在 1996 年 8 月正式成為職業高爾夫球手。他當時已和 Nike 簽了值 $4000 萬美元合約、和泰特利斯（Titleist）簽了值 $2000 萬美元的合約。他首次參加的職業賽事是 U.S. Bank Championship in Milwaukee，取得第 60 名。在其後三個月已在兩項賽事取得冠軍，取得巡迴錦標賽（Tour Championship）的參賽資格。1997年，才21歲的他以12杆的差距勇奪美國名人賽冠軍，這是他生涯第一冠，也是賽史上至今的最低桿紀錄。

#### 1999-2002：壟斷和大滿貫
在 1999 年 6 月，伍茲在 Memorial Tournament 摘冠。這是男性高爾夫球歷史中，其中一個壟斷時期的開始標記。他在 1999 年的年終成绩是勝出 8 項重要比賽──是近 25 年沒有人達到的壯舉。他在三年內兩度獲選為「PGA 最佳巡回賽球手」（PGA Tour Player of the Year）和「美聯社最佳運動員」（Associated Press Male Athlete of the Year）。

#### 2003-2004：狀態重整
這時期的伍茲仍處於最強勁的巡回賽球手之列，但他的壟斷地位已經被打破。他在 2003、2004 年沒有取得任何主要賽事冠軍，在 2003、2004 年的 PGA 最賺錢球員名單（PGA Tour money list）分別跌到第 3 和第 4。因為在「德國銀行錦標賽」（Deutsche Bank Championship）輸掉予斐濟球手维杰·辛格（Vijay Singh），伍茲直至 2004 年 9 月的連續 264 星期世界排名第一的紀錄被打斷。

#### 2005-2007：回到高峰
在 2005 年度 PGA 巡回賽，伍茲很快就重上勝利軌道。他在一月的舉行 Buick Invitational 和三月舉行的 Ford Championship at Doral 獲勝，暫時取回世界排名第一的地位（上一次打破伍茲連續 264 星期排名第一的球手维杰·辛格在兩星期後又取回伍茲第一的位置）。boogie

#### 2010：醜聞與復出球壇
伍茲復出後的第一場賽事是美國名人賽，在一天的比賽中並列第七。
2019美國高爾夫名人賽，老虎以-13的桿數逆轉擊敗同組的義大利選手Francesco Molinari跟美國選手托尼·菲諾，成功披上綠夾克。這也是老虎在2008奪下美國高爾夫公開賽後歷經十年低潮、重返PGA賽場後，首度在今年奪下四大賽冠軍。更是老虎個人生涯第15座高球四大滿貫賽冠軍(距離金熊Jack Nicklaus的18座冠軍只差三座)。

## 大满贯賽事表現

### 冠軍 (15)
| 年度   | 比賽           | 54洞          | 勝利桿數              | 勝差     | 亞軍                                          |
| 1997年 | 美國名人赛     | 領先9桿       | -18 270 (70-66-65-69) | 12桿     | 湯姆·凱特                                     |
| 1999年 | PGA錦標賽      | 與1名球手併頭 | -11 277 (70-67-68-72) | 1桿      | 瑟吉歐·賈西亞                                 |
| 2000年 | 美国公开赛     | 領先10桿      | -12 272 (65-69-71-67) | 15桿     | 厄尼·艾爾斯、 米格·安哲爾·希梅尼茲            |
| 2000年 | 英國公開賽     | 領先6桿       | -19 269 (67-66-67-69) | 8桿      | 厄尼·艾爾斯、 托馬斯·比約恩                   |
| 2000年 | PGA錦標賽 (2)  | 領先1桿       | -18 270 (66-67-70-67) | 延長賽*1 | 鮑勃·梅                                       |
| 2001年 | 美國名人赛 (2) | 領先1桿       | -16 272 (70-66-68-68) | 2桿      | 大衛·杜瓦爾                                   |
| 2002年 | 美國名人赛 (3) | 與另一人併頭  | -12 276 (70-69-66-71) | 3桿      | 瑞提夫·古森                                   |
| 2002年 | 美国公开赛 (2) | 領先4桿       | -3 277 (67-68-70-72)  | 3桿      | 菲爾·米克森                                   |
| 2005年 | 美國名人赛 (4) | 3桿           | -12 276 (74-66-65-71) | 延長賽*2 | 柯瑞斯·迪馬可                                 |
| 2005年 | 英國公開賽 (2) | 領先2桿       | -14 274 (66-67-71-70) | 5桿      | 柯林·蒙哥馬利                                 |
| 2006年 | 英國公開賽 (3) | 領先1桿       | -18 270 (67-65-71-67) | 2桿      | 柯瑞斯·迪馬可                                 |
| 2006年 | PGA錦標賽 (3)  | 與另一人併頭  | -18 270 (69-68-65-68) | 5桿      | 肖恩·米歇爾                                   |
| 2007年 | PGA錦標賽 (4)  | 領先3桿       | -8 (71-63-69-69=272)  | 2桿      | 伍迪·奧斯汀                                   |
| 2008年 | 美国公开赛 (3) | 領先1桿       | -1 283 (72-68-70-73)  | 延長賽*3 | 洛克·梅迪亞特                                 |
| 2019年 | 美國名人赛 (5) | 落後2桿       | −13 275 (70-68-67-70) | 1桿      | 達斯汀·約翰遜、 布洛克斯·科普卡、 山大·蕭佛利 |

- 1在三洞延長賽中擊敗May。延長賽成績：伍兹3-4-5，May為4-4-5。
- 2在延長賽的第一洞以博蒂擊敗迪馬可。
- 3在十八洞延長賽中與Mediate平手。接下來的驟死賽第一洞以平標準桿拿下勝利。

### 記錄及統計
在他許多主要的大賽勝利中，他大多是在第三回合以後才徹底領先對手。
伍兹在轉打職業制前，曾經於1996年英國公開賽業餘組別贏取銀牌。
自贏得2000年PGA錦標賽開始，伍兹成為職業高爾夫球史上第二名球員一年內贏得三項錦標的球手。
2001年自贏得美國大師賽後，成為唯一一位同時擁有四項大滿貫冠軍頭銜的球員，雖然不是同一年獲得四項大滿貫冠軍，所以亦稱作老虎大滿貫。
伍兹（2000年）及李·特維諾（1971年）是兩名球員在一年內贏得三項國家重要公開賽賽事（美國、公開錦標及加拿大）。
在2006年PGA錦標賽中，伍茲只造出三次bogeys，追平了最少bogeys的記錄。
伍兹在四大賽事中都至少有一次低於72桿的紀錄，注意標準桿未必是72桿，部份的標準桿是71或70：
- 美國大師賽：-18 (270), 1997（72桿紀錄）
- 美國公開賽：-12 (272), 2000 (標準桿紀錄)
  - 伍茲在此比賽與傑克·尼克勞斯、李·简森（英语：Lee Janzen）和吉姆·佛瑞克擁有最低72桿記錄.
- 英國公開賽：-19 (269), 2000 (標準桿紀錄)
  - Greg Norman僅用267桿打出72洞的記錄。
- PGA錦標賽：-18 (270), 2000; -18 (270), 2006  (與Bob May共分標準桿紀錄)
  - 大衛·湯姆斯僅用265桿打出72洞的記錄。

以上的表現使他贏得兩項重要的賽事：
- 美國大師賽：12桿、1997年
- 美國公開賽：15桿、2000年(大滿貫紀錄)

伍茲是少數球場連續贏得主要賽事的球員，是在2005年及2006年取得。鮑比·瓊斯 在1926年及1927年贏得多次大賽當時的美國業餘錦標賽是大賽之一。伍茲曾在四次在一年贏得兩項或以上的大賽。He trails only Nicklaus, 曾在五年分別贏得兩項大賽(1963, '66, '72, '75及 '80).
伍茲是少數能夠在四項大賽維持前五名及前十名的球手，分別在2000年及2005年達成。
包括伍茲在內，三個美國業餘賽冠軍，他和鮑比·瓊斯在30歲以前贏得13項大賽，瓊斯在21歲完成此目標。

### 大滿貫戰績圖表
| 賽事       | 1995   | 1996   | 1997 | 1998 | 1999 | 2000 | 2001 | 2002 | 2003 | 2004 | 2005 | 2006 | 2007 | 2008 | 2009 | 2010 | 2011 | 2012 | 2013 | 2014 | 2015 | 2016 | 2017 | 2018 |
| ---------- | ------ | ------ | ---- | ---- | ---- | ---- | ---- | ---- | ---- | ---- | ---- | ---- | ---- | ---- | ---- | ---- | ---- | ---- | ---- | ---- | ---- | ---- | ---- | ---- |
| 美國大師賽 | T41 LA | CUT    | 1    | T8   | T18  | 5    | 1    | 1    | T15  | T22  | 1    | T3   | T2   | 2    | T6   | T4   | T4   | T40  | T4   |      | T17  |      |      | T32  |
| 美國公開賽 | WD     | T82    | T19  | T18  | T3   | 1    | T12  | 1    | T20  | T17  | 2    | CUT  | T2   | 1    | T6   | T4   |      | T21  | T32  |      | CUT  |      |      | CUT  |
| 英國公開賽 | T68    | T22 LA | T24  | 3    | T7   | 1    | T25  | T28  | T4   | T9   | 1    | 1    | T12  | DNP  | CUT  | T23  |      | T21  | T32  |      | CUT  |      |      | T6   |
| PGA錦標賽  | DNP    | DNP    | T29  | T10  | 1    | 1    | T29  | 2    | T39  | T24  | T4   | 1    | 1    | DNP  | 2    | T28  | CUT  | T11  | T40  | CUT  | CUT  |      |      | 2    |

| 賽事       | 2019 | 2020 | 2021 | 2022 | 2023 |
| ---------- | ---- | ---- | ---- | ---- | ---- |
| 美國大師賽 | 1    | T38  |      | 47   | WD   |
| PGA錦標賽  | CUT  | T37  |      | WD   |      |
| 美國公開賽 | T21  | CUT  |      |      |      |
| 英國公開賽 | CUT  | NT   |      | CUT  |      |

LA = 業餘

DNP = 沒有參加

WD = 棄權

CUT = 中途被淘汰

"T" = 並列 

NT = 因2019冠狀病毒病疫情取消

## 大滿貫錦標 (15)
- 英國公開賽 (3次) : 2000年、2001年、2006年
- 美國公開賽 (3次) : 2000年、2002年、2008年
- PGA錦標賽 (4次) : 1999年、2000年、2006年、2007年
- 美國大師賽 (5次) : 1997年、2001年、2002年、2005年、2019年

## 个人生活
伍兹的妻子艾琳·諾德格林（Elin Nordegren）是来自瑞典的比基尼泳衣模特，本來是瑞典好手傑斯伯·帕尼維克在2001年公開賽期间聘任的褓姆。2004年10月5日他們在加勒比海岛国巴巴多斯一家豪華的沙巷（SandyLane）五星級俱樂部結婚，喬丹、巴克利等眾多籃球明星前來捧場。他们的家位于佛罗里达州，在懷俄明、加州、瑞典也有房子。2006年伍茲夫婦在佛羅里達朱庇特島上花了3900萬美金置產，他在朱庇特島的鄰居有高球好手蓋瑞·普雷爾（Gary Player）、大白鯊格雷格·诺曼（Greg Norman），以及歷克·普萊斯（Nick Price），還有歌手席琳狄翁、阿蘭·傑克遜（Alan Jackson）。

### 2009年车祸及婚外情传闻
2009年11月27日凌晨2:30（美国东部时间），伍兹在奥兰多附近的家遭遇车祸，他开车撞上树篱，接着与消防栓和街旁的一个树相碰。伍兹面部受到轻伤，被送到医院进行医治。事后，佛罗里达州高速巡逻部门的调查显示，伍兹的这起事故不是由酒后驾车引起的。承担事故主要责任的伍兹因为疏忽驾驶而被罚款164美元，与此同时不会追加刑事罪。
佛罗里达州温德米尔警长丹尼尔·塞勒称，伍兹发生车祸后，他的妻子艾琳曾用一支高尔夫球棒打碎车的后玻璃以将伍兹解救出来。两天后伍兹也发表声明，称事故只是他自己的过错，为个人私事，而且他还称赞艾琳（在关键时刻）将他从车中解救出来。
由于事故的具体原因不被透露，事故发生后很多家媒体都发表过伍兹与妻子艾琳产生矛盾的传闻。而且由于伍兹在车祸后表示将不会参加他自己主办的雪佛龙世界高尔夫球挑战赛、以及2009年底以前的任何巡回赛事，人们开始对事故发生两天前在《国家询问报》（The National Enquirer）发表的、有关伍兹与一名为瑞秋·乌其泰尔（Rachel Uchitel）的夜总会经理的婚外情传闻产生兴趣。这个传闻得到乌其泰尔本人的否认，而且伍兹也在自己的声明中暗指：“（目前）流传的有关我和我的家庭的，许多有误的、无事实根据的恶意传闻是不负责任的”。
不久后，圣地亚哥的24岁吧女杰米·格拉布斯（Jaimee Grubbs）在小报《美国周刊》（US Weekly）宣称，自己曾与伍兹保持长达两年半（2007年4月13日於拉斯维加斯－2009年10月）的暧昧关系，并发生20多次性行为。格拉布斯在该杂志上详述了他们的相识经历、相处情形，而且还展示了她称是伍兹发给她的300多条露骨短信，包括「我会让你汗流浃背，你上次达到（高潮）是什么时候？」，以及一段号称是伍茲恳求格拉布斯隐瞒身份的电话录音。
对此，伍兹在消息传出的同日，发表一份道歉声明，承认自己「令家人失望，也很后悔犯下一些过错」，但他也希望他人能保护他的隐私。伍兹在英国的律师已从英格兰和威尔士高等法院获得一份禁令，禁止该国媒体发表任何伍兹的裸体和性爱图片。
2009年12月11日，在事故发生约两周后，伍兹在个人网站公开发表声明，称自己将无限期离开职业高尔夫球，以拯救自己的婚姻。
2010年1月16日，伍兹在密西西比州一家诊所治疗性瘾。

### 2017年酒驾被拘
2017年5月29日，伍兹在佛罗里达州因涉嫌醉驾或毒驾，被警方抓捕，但否认其有喝酒行为，而是因为治疗腰伤而服用的处方药出现了反应。他在棕榈滩县监狱待了差不多4个小时之后被保释出狱。

### 2021年车祸
2021年2月23日，伍兹在加州兰乔帕洛斯弗迪斯遭遇翻车车祸。事发时，伍兹驾驶比赛礼车捷恩斯GV80沿霍桑大道行驶，突然撞向马路中间的隔离带，导致车辆翻滚数次并最终侧卧在路面。随后他被送到海港–加州大学洛杉矶分校医学中心进行治疗，其经纪人表示他腿部多处受伤，已紧急接受手术治疗，暂无大碍。前美国总统贝拉克·奥巴马和唐纳德·特朗普发文祝愿伍兹早日康复。